# Kirsten Baker
Kirsten Baker (ur. 7 kwietnia 1960 w Songnefjord) – amerykańska aktorka.

## Życiorys
Urodziła się w Norwegii jako córka Mai-Britt Gabrielsen, jednak kiedy miała sześć tygodni przetransportowano ją do Kalifornii, gdzie została adoptowana przez Williama i Sally Bakerów. Zanim ukończyła szkołę średnią, uprawiała modeling, aby uzbierać pieniądze na kształcenie się w szkole sztuki. Przez lata siedemdziesiąte i wczesne osiemdziesiąte pracowała w telewizji, była także modelką dla Cannon Pictures. W maju 1981 roku na ekranach kin pojawił się horror Piątek, trzynastego II. Po drugoplanowej roli w tym właśnie filmie aktorka została zauważona. W styczniu 1982 roku pojawiła się obok Williama Forsythe'a na planie dreszczowca science fiction Sektor 13. Niestety, wytwórnia produkująca film zbankrutowała i projekt nigdy nie ujrzał światła dziennego.
Od roku 1987 nie jest już związana z aktorstwem. Według ostatnich doniesień, w 1993 roku pracowała w Los Angeles w galerii sztuki.

## Filmografia
- 1975: Quella età maliziosa
- 1978: James at 15 – Christina Kollberg
- 1978: Police Woman
- 1979: Rozmarzona Kalifornia (California Dreaming) – Karen
- 1979: Gas Pump Girls – June
- 1979: Teen Lust – Carol Hill
- 1980: Szaleństwa o północy (Midnight Madness) – Sunshine
- 1980: The Seduction of Miss Leona – Sue
- 1981: Piątek, trzynastego 2 (Friday the 13th Part 2) – Terri
- 1982: Sektor 13 (Sector 13) – Sue
- 1983: Please Don't Eat the Babies – Candy
- 1987: Chwasty (Weeds) – Kirsten
- 1987: Coronation Street – pielęgniarka Philips